# Amt Seenlandschaft Waren
Das Amt Seenlandschaft Waren im Landkreis Mecklenburgische Seenplatte erstreckt sich vom Süden der Mecklenburgischen Schweiz bis in das Herz der Mecklenburgischen Seenplatte. Es umschließt die Stadt Waren (Müritz), die selbst nicht amtsangehörig ist, in der sich aber der Amtssitz befindet. Das Amt grenzt im Westen und Nordwesten an den Landkreis Rostock.

## Beschreibung
Von den zahlreichen Seen im Amtsgebiet seien die Müritz, der Kölpinsee, der Fleesensee (jeweils anteilig) sowie Großer Varchentiner See, Torgelower See, Specker See und Jabelscher See (vollständig) genannt. Im Amtsgebiet liegen die Quellen der Nebel und der Ostpeene. Das von der Eiszeit geprägte Relief des Amtes Seenlandschaft Waren weist geringe Höhenunterschiede auf (von ca. 40 m ü. NHN Großer Varchentiner See bis 127 m ü. NHN nahe dem Grabowhöfer Ortsteil Panschenhagen). Das Amtsgebiet hat im Norden Anteile am Naturpark Mecklenburgische Schweiz und Kummerower See, im Westen am Naturpark Nossentiner/Schwinzer Heide und im Südosten am Müritz-Nationalpark.
Im Amt Seenlandschaft Waren sind zwölf Gemeinden zur Erledigung ihrer Verwaltungsgeschäfte zusammengeschlossen. Das Amt wurde am 1. Januar 2005 aus den ehemaligen Ämtern Waren-Land und Moltzow gebildet. Am 1. Januar 2013 wurden die Gemeinde Vielist nach Grabowhöfe und Schwinkendorf nach Moltzow eingemeindet, am 1. Januar 2015 Neu Gaarz nach Jabel, am 26. März 2019 Varchentin nach Groß Plasten.
Durch das Amtsgebiet, das von Landwirtschaft, Forstwirtschaft und Tourismus geprägt wird, führen die Bundesstraßen 192 von Malchow über Waren (Müritz) nach Malchin, die B 108 von Waren (Müritz) nach Teterow sowie die B 194 von Waren (Müritz) nach Stavenhagen. Durch den Bereich des Amtes führt die Hauptbahnlinie von Berlin nach Rostock und die Nebenbahnlinie von Waren (Müritz) nach Parchim.

## Die Gemeinden mit ihren Ortsteilen
- Grabowhöfe mit Baumgarten, Louisenfeld, Panschenhagen, Sommerstorf, Sophienhof und Vielist
- Groß Plasten mit Beckenkrug, Carolinenhof, Deven, Klein Plasten und Varchentin
- Hohen Wangelin mit Cramon, Liepen und Malkwitz
- Jabel mit Alt Gaarz, Damerow, Loppin und Neu Gaarz
- Kargow mit Damerow, Federow, Godow, Speck, Rehof und Schwarzenhof
- Klink mit Eldenburg-Süd, Grabenitz und Sembzin
- Klocksin mit Blücherhof, Lütgendorf, Neuhof und Sapshagen
- Moltzow mit Langwitz, Lupendorf, Marxhagen, Rambow, Schwinkendorf, Tressow und Ulrichshusen
- Peenehagen mit Hinrichshagen, Forsthof, Levenstorf, Alt Schönau, Johannshof, Lansen, Neu Schönau und Schwarzenhof, Groß Gievitz, Carlsruh, Klein Gievitz, Minenhof und Sorgenlos
- Schloen-Dratow mit Groß Dratow, Klein Dratow, Klockow, Neu Schloen, Oberschloen, Schloen, Schloener Kolonie und Schwastorf
- Torgelow am See mit Meierei und Schmachthagen
- Vollrathsruhe mit Groß Rehberg, Hallalit, Kirch Grubenhagen, Klein Luckow, Klein Rehberg und Schloß Grubenhagen

## Hoheitszeichen
Das Amt verfügt über kein amtlich genehmigtes Hoheitszeichen, weder Wappen noch Flagge. Als Dienstsiegel wird das kleine Landessiegel mit dem Wappenbild des Landesteils Mecklenburg geführt. Es zeigt einen hersehenden Stierkopf mit abgerissenem Halsfell und Krone und der Umschrift „* AMT SEENLANDSCHAFT WAREN * LANDKREIS MECKLENBURGISCHE SEENPLATTE“.

## Belege
1. ↑  Statistisches Amt M-V – Bevölkerungsstand der Kreise, Ämter und Gemeinden 2023 (XLS-Datei) (Amtliche Einwohnerzahlen in Fortschreibung des Zensus 2022) (Hilfe dazu).
2. ↑  Hauptsatzung § 1 Abs.1 (Memento des Originals vom 20. April 2019 im Internet Archive)  Info: Der Archivlink wurde automatisch eingesetzt und noch nicht geprüft. Bitte prüfe Original- und Archivlink gemäß Anleitung und entferne dann diesen Hinweis.